# Chay Shegog
Chalysa Janee Shegog, detta Chay (San Diego, 22 febbraio 1990), è un'ex cestista statunitense con cittadinanza filippina, professionista nella WNBA.

## Carriera
È stata selezionata dalle Connecticut Sun al secondo giro del Draft WNBA 2012 (21ª scelta assoluta).